# Antilope
Az Antilope az emlősök (Mammalia) osztályának párosujjú patások (Artiodactyla) rendjébe, ezen belül a tülkösszarvúak (Bovidae) családjába és az antilopformák (Antilopinae) alcsaládjába tartozó nem.

## Rendszerezés
A nembe az alábbi 1 élő faj és 3 fosszilis faj tartozik:
- indiai antilop (Antilope cervicapra) (Linnaeus, 1758) - típusfaj[1][2]
- †Antilope intermedius
- †Antilope planicornis
- †Antilope subtorta

## Fordítás
- Ez a szócikk részben vagy egészben  a   Blackbuck#Taxonomy_and_evolution című angol Wikipédia-szócikk ezen változatának fordításán alapul.  Az eredeti cikk szerkesztőit annak laptörténete sorolja fel. Ez a jelzés csupán a megfogalmazás eredetét és a szerzői jogokat jelzi, nem szolgál a cikkben szereplő információk forrásmegjelöléseként.